# Victor Mucha
Vitezslav „Victor” Mucha (ur. 26 stycznia 1921 w Ostrawie, zm. 2 sierpnia 1982 w okolicach Albury) – australijski zapaśnik walczący w stylu klasycznym. Olimpijczyk z Melbourne 1956, gdzie zajął dziewiąte miejsce w kategorii do 87 kg.
Zginął w katastrofie lotniczej.

## Letnie Igrzyska Olimpijskie 1956
| Konkurencja          | Rundy eliminacyjne  | Rundy eliminacyjne           | Klas. końcowa |
| Konkurencja          | Przeciwnik I        | Przeciwnik II                | Miejsce       |
| -------------------- | ------------------- | ---------------------------- | ------------- |
| 87 kg styl klasyczny | Bob Steckle (CAN) P | Eugen Wiesberger Jr. (AUT) P | 9.            |